# Frejlev (Guldborgsund Kommune)
 For alternative betydninger, se Frejlev. (Se også artikler, som begynder med Frejlev)
Frejlev er en by på det sydøstlige Lolland, beliggende 6 km nordøst for Nysted, 21 km øst for Holeby og 12 km sydvest for kommunesædet Nykøbing Falster. Byen hører til Guldborgsund Kommune og ligger i Region Sjælland. Frejlev havde 201 indbyggere i byområdet (2012), men har ikke siden 2012 været over 200 indbyggere, som er Danmarks Statistiks kriterium for en by.
Frejlev hører til Kettinge Sogn. Kettinge Kirke ligger i Kettinge 2 km vest for Frejlev. De to byer er næsten vokset sammen, idet der kun er lige godt 200 m åbent land mellem dem. På det åbne stykke er vejen en allé, kantet af pæretræer. En anden, men kortere, pæreallé findes på vejen til landsbyen Grønnegade. Frejlev er også næsten vokset sammen med Nørre Frejlev mod nord.

## Faciliteter
Frejlev Forsamlingshus er Lollands ældste, men blev gennemgribende istandsat i 2014. Det har to sale til hhv. 100 og 50 personer.
Frejlevs tidligere brugs er blevet et opholdssted med terapi for udsatte piger i alderen 9-23 år.

## Etymologi
Frejlev nævnes tidligst i 1264 og Nørre Frejlev i 1446. Navnet er sammensat af mandsnavnet Fræthi og efterstavelsen lev, der betyder "levn, arvegods, ejendom". Det antages at navne af den karakter stammer fra tiden før år 600, og Frejlev var da også en af områdets større landsbyer, selv om den ikke har en kirke.

## Historie

### Fortidsminder
4 km øst for Frejlev ligger Frejlev Skov, som er meget rig på fortidsminder. I selve Frejlev ligger stendyssen Skyttehøj. Midt i byen findes "Solstenen" eller "Klokkestenen" med en cirkulær udhugning. Den kan være et soltegn fra bronzealderen eller et forarbejde til en døbefont fra Middelalderen.
Nord for byen findes et voldsted efter Frejlev Slot, der ifølge sagnet er revet ned af dronning Margrete 1. med hjælp fra bymændene i Frejlev.

### Frejlev Skov
Frejlev Skov var en af de meget få skove, der var ejet af fæstebønder. Da ridefogden fra Ålholm i 1533 ville forhindre bønderne i at bruge skoven, dræbte de ham, efter sigende ved at knække hans ryg på "Knækkerygstenen" for enden af Enghavevej helt ude ved Guldborg Sund. Kongen benaadede bønderne på den betingelse, at de leverede 12 par hvide okser med røde ører. Da de ikke kunde skaffe mere end 11 par, farvede de de hvide ører paa to okser røde. Efter at de var afleveret, vaskede regnen den røde farve af. Da man spurgte kongen, hvad der skulde gøres ved mændene, svarede han: „Intet, de er nogle skalke“. Men han forlangte "Skalkekorset" rejst som en evig skamstøtte. Det er flere gange fornyet og står mellem byen og skoven midt i bystævnet, hvor navnene på Frejlevs gårde står på hver sin sten.
Bylauget har en ubrudt tradition tilbage til mindst år 1500, og der vælges stadig en oldermand til at passe på landsbyens klenodier. Bykassen med bl.a de 6 originale kongebreve, der dokumenterer bøndernes ret til skoven, opbevares på museum, men en brandsikker kopi opbevares på en af gårdene og flyttes under festlige former til en anden gård hvert år den første søndag i maj.

### Landsby
Frejlev har haft en af Frederik 4.'s rytterskoler. Frejlev Byskole fungerede 1914-62. Der har også været en "østre" skole i Frejlev Enghave.
- Rytterskolen
- Frejlev Byskole
- Frejlev østre Skole

Nord for Frejlev ligger et lille overdrev, Borret, som er en af de få rester på Lolland af den tidligere så udbredte naturtype.
Frejlev havde vindmølle og dampmølle midt i 1800-tallet. I 1899 blev Frejlev beskrevet således af Trap: "Frejlev, ved Landevejen, med 2 Skoler (Frejlev Byskole og østre Skole), Forsamlingshus (opf. 1884), Fællesmejeri, Mølle og Telefonstation". Brugsforeningen blev oprettet før 1921. Målebordsbladet fra 1900-tallet viser desuden et bageri.

### Nystedbanen
Frejlev fik jernbanestation på Stubbekøbing-Nykøbing-Nysted Banens strækning Nykøbing-Nysted (1910-1966). Stationen blev anlagt i Nørre Frejlev, som dengang kun var få spredte gårde ½ km nord for den daværende landsby Frejlev. Senere har de to bebyggelser bredt sig mod hinanden.
Stationen havde et langt krydsningsspor. Varehuset fik på et tidspunkt en lang tilbygning, der var opført som lager for gødning, der kom i hele vognladninger fra Kalundborg. Der var tre store frugtplantager i Frejlev og omegn, som sendte æbler i kasser både til indland og udland, men også løse æbler som vognladninger til mosterier. Frejlev var banens største station, hvad sukkerroer angik, og baneselskabet havde købt en motoriseret roetransportør, som bønderne kunne benytte ved læsningen. Foruden stationen fik Frejlev et trinbræt ved Mejerivej. Stationsbygningen, der er tegnet af H.C. Glahn, og det lange varehus er bevaret på Nørrevej 33.

## Bibliotek
Biblioteket grundlægges d. 1. juni 1855 på et møde i Frejlev Skole med navnet Frejlev Byes Læseforening. Det er en række af byens gårdejere samt enkelte andre, der tegner sig for et startbidrag på 1 rdl. 3 mark og et årligt kontingent på 3 mark. Initiativtageren er andenlærer N.J. Henriksen. Bogsamlingen får til huse på skolen og forvaltes øjensynligt af førstelæreren, der også er formand for foreningen.
I 1858 udgøres bogsamlingen af 87 bind, som 10 af foreningens medlemmer har læst fra ende til anden, men allerede i 1865 meldes der dog om svigtende interesse for bogsamlingen, som da indeholder 181 bind. I 1914 flyttes bogsamlingen til den nye Frejlev vestre Skole og forbliver der til 1962, da skolen nedlægges.
I Nysted Avis kan man i februar 1924 læse bl.a.:
”Kettinge-Bregninge Sognebogsamling afholdt Mandag Aften Generalforsamling i Frejlev vestre Skole. Der er 80 medlemmer, og sidste Aar udlaantes 2144 Bind. Bogsamlingen bestaar af 520 Bd. Skønlitteratur, 210 Bd. Oplysende Litteratur. Der er i 1923 købt 62 nye Bøger. Regnskabet viste en indtægt paa 577 Kr. 54 øre. Udgift: 541 Kr. 24 Øre. Børnesamlingen bestaar af 550 Bind. Regnskabet for denne balancerede med 523 Kr. 16 øre. Børnene har sidste Aar læst 2008 Bind og der er købt 100 nye Bøger.”
I 1955 talte biblioteket 3100 bind fordelt på Kettinge Skole og Frejlev vestre Skole. I 1962 flyttes samlingerne sammen på den nye centralskole, men i 1970 indgår Kettinge-Bregninge Kommune i Nysted Kommune og biblioteksvæsenet centraliseres i Nysted i samarbejde med Centralbiblioteket i Nykøbing, frem til 1992 med betjening i landdistrikterne af en bogbus.
- Kettinge Skole fra 1914-1962
- Frejlev vestre Skole 1914-1962
- Kettinge Skole 1962-2001

## Kendte personer
- Olaf Rude (1886-1957), kunstmaler – boede i Frejlev som barn.